# Gabon na Olimpijskim igrama
Gabon se na Olimpijskim igrama natječe kao samostalna država od 1972. godine kada su nastupili u Münchenu. Nakon što su propustili iduće dvije, ponovo su nastupili na igrama 1984. u Los Angeles, te na svim idućim. Ukupno je nastupilo 45 gabonskih sportaša, koji su se natjecali u 22 discipline u 5 sportova (boks, atletika, džudo, taekwondo i nogomet). Za sada jedinu medalju, srebrnu, osvojio je Anthony Obame u taekwonodou na igrama 2012. u Londonu. Sportaši Gabona dosad nisu nijedanput nastupili na Zimskim olimpijskim igrama.

## Nastupi na Ljetnim Olimpijskim igrama
| igre              | sportaša       | zlato          | srebro         | bronca         | ukupno         | rank           |
| 1972. München     | 1              | 0              | 0              | 0              | 0              | -              |
| 1976. Montreal    | nisu nastupili | nisu nastupili | nisu nastupili | nisu nastupili | nisu nastupili | nisu nastupili |
| 1980. Moskva      | nisu nastupili | nisu nastupili | nisu nastupili | nisu nastupili | nisu nastupili | nisu nastupili |
| 1984. Los Angeles | 4              | 0              | 0              | 0              | 0              | -              |
| 1988. Seul        | 2              | 0              | 0              | 0              | 0              | -              |
| 1992. Barcelona   | 5              | 0              | 0              | 0              | 0              | -              |
| 1996. Atlanta     | 7              | 0              | 0              | 0              | 0              | -              |
| 2000. Sydney      | 5              | 0              | 0              | 0              | 0              | -              |
| 2004. Atena       | 5              | 0              | 0              | 0              | 0              | -              |
| 2008. Peking      | 4              | 0              | 0              | 0              | 0              | -              |
| 2012. London      | 21             | 0              | 1              | 0              | 0              | 69.            |

## Medalje
| Medallja | Name          | Igre         | Sport      | Disciplina      |
| -------- | ------------- | ------------ | ---------- | --------------- |
| srebro   | Anthony Obame | 2012. London | taekwonodo | Muškarci, +80kg |

## Vanjske poveznice
- Gabon na Olimpijskim igrama  Arhivirana inačica izvorne stranice od 20. veljače 2009. (Wayback Machine)